# Юнацька збірна Фіджі з футболу (U-17)
Юнацька збірна Фіджі з футболу (U-17) — національна футбольна збірна Фіджі, що складається із гравців віком до 17 років. Керівництво командою здійснює Футбольна асоціація Фіджі.
Головним континентальним турніром для команди є Юнацький чемпіонат ОФК, який з 2018 року розігрується серед команд з віковим обмеженням до 16 років і успішний виступ на якому дозволяє отримати путівку на Чемпіонат світу (U-17). Також може брати участь у товариських і регіональних змаганнях.
Протягом 1980-х років брала участь у відбіркових турнірах на світову першість у форматі U-16.

## Виступи на міжнародних турнірах

### Чемпіонат світу (U-17)
| Статистика чемпіонатів світу (U-17) | Статистика чемпіонатів світу (U-17) | Статистика чемпіонатів світу (U-17) | Статистика чемпіонатів світу (U-17) | Статистика чемпіонатів світу (U-17) | Статистика чемпіонатів світу (U-17) | Статистика чемпіонатів світу (U-17) | Статистика чемпіонатів світу (U-17) | Статистика чемпіонатів світу (U-17) | Статистика чемпіонатів світу (U-17) |                    |
| Рік                                 | Раунд                               | І                                   | В                                   | Н                                   | П                                   | Г+                                  | Г-                                  | РГ                                  | О                                   |                    |
| ----------------------------------- | ----------------------------------- | ----------------------------------- | ----------------------------------- | ----------------------------------- | ----------------------------------- | ----------------------------------- | ----------------------------------- | ----------------------------------- | ----------------------------------- | ------------------ |
| 1985 до 2007                        | не кваліфікувалася                  | не кваліфікувалася                  | не кваліфікувалася                  | не кваліфікувалася                  | не кваліфікувалася                  | не кваліфікувалася                  | не кваліфікувалася                  | не кваліфікувалася                  | не кваліфікувалася                  | не кваліфікувалася |
| 2009                                | не брала участь                     | не брала участь                     | не брала участь                     | не брала участь                     | не брала участь                     | не брала участь                     | не брала участь                     | не брала участь                     | не брала участь                     | не брала участь    |
| 2011 до 2019                        | не кваліфікувалася                  | не кваліфікувалася                  | не кваліфікувалася                  | не кваліфікувалася                  | не кваліфікувалася                  | не кваліфікувалася                  | не кваліфікувалася                  | не кваліфікувалася                  | не кваліфікувалася                  | не кваліфікувалася |
| 2021                                | не визначено                        | не визначено                        | не визначено                        | не визначено                        | не визначено                        | не визначено                        | не визначено                        | не визначено                        | не визначено                        | не визначено       |
| Усього                              | -                                   | 0                                   | 0                                   | 0                                   | 0                                   | 0                                   | 0                                   | 0                                   | 0                                   |                    |

### Юнацький чемпіонат ОФК
| Юнацький чемпіонат ОФК | Юнацький чемпіонат ОФК | Юнацький чемпіонат ОФК | Юнацький чемпіонат ОФК | Юнацький чемпіонат ОФК | Юнацький чемпіонат ОФК | Юнацький чемпіонат ОФК | Юнацький чемпіонат ОФК | Юнацький чемпіонат ОФК | Юнацький чемпіонат ОФК |
| Рік                    | Раунд                  | І                      | В                      | Н                      | П                      | Г+                     | Г-                     | РГ                     | О                      |
| ---------------------- | ---------------------- | ---------------------- | ---------------------- | ---------------------- | ---------------------- | ---------------------- | ---------------------- | ---------------------- | ---------------------- |
| 1983                   | 5-е місце              | 5                      | 0                      | 2                      | 3                      | 6                      | 18                     | -12                    | 2                      |
| 1986                   | 5-е місце              | 4                      | 0                      | 2                      | 2                      | 2                      | 8                      | -6                     | 2                      |
| 1989                   | 4-е місце              | 4                      | 1                      | 0                      | 3                      | 9                      | 24                     | -15                    | 2                      |
| 1991                   | 3-є місце              | 4                      | 0                      | 0                      | 4                      | 4                      | 21                     | -17                    | 0                      |
| 1993                   | 4-е місце              | 3                      | 0                      | 1                      | 2                      | 2                      | 11                     | -9                     | 1                      |
| 1995                   | груповий етап          | 1                      | 0                      | 0                      | 1                      | 0                      | 4                      | -4                     | 0                      |
| 1997                   | 4-е місце              | 5                      | 2                      | 0                      | 3                      | 5                      | 13                     | -8                     | 6                      |
| 1999                   | 2-е місце              | 7                      | 4                      | 1                      | 2                      | 37                     | 13                     | +24                    | 12                     |
| & 2001                 | груповий етап          | 4                      | 1                      | 0                      | 3                      | 9                      | 5                      | +4                     | 3                      |
| & 2003                 | груповий етап          | 4                      | 3                      | 0                      | 1                      | 18                     | 3                      | +15                    | 9                      |
| 2005                   | груповий етап          | 4                      | 2                      | 1                      | 1                      | 9                      | 6                      | +3                     | 7                      |
| 2007                   | 3-є місце              | 3                      | 0                      | 2                      | 1                      | 2                      | 4                      | -2                     | 2                      |
| 2009                   | не брала участь        | -                      | -                      | -                      | -                      | -                      | -                      | -                      | -                      |
| 2011                   | груповий етап          | 4                      | 1                      | 0                      | 3                      | 10                     | 6                      | +4                     | 3                      |
| & 2013                 | 4-е місце              | 5                      | 2                      | 1                      | 2                      | 10                     | 8                      | +2                     | 7                      |
| & 2015                 | груповий етап          | 5                      | 2                      | 1                      | 2                      | 10                     | 12                     | -2                     | 7                      |
| & 2017                 | груповий етап          | 3                      | 1                      | 1                      | 1                      | 4                      | 6                      | -2                     | 4                      |
| & 2018                 | 4-е місце              | 5                      | 2                      | 0                      | 3                      | 6                      | 10                     | -4                     | 6                      |
| Усього                 |                        | 70                     | 21                     | 12                     | 37                     | 143                    | 172                    | -29                    | 75                     |